# Coppa del Mondo di volo con gli sci
La Coppa del Mondo di volo con gli sci è un trofeo assegnato annualmente dalla Federazione Internazionale Sci (FIS), a partire dalla stagione 1990-1991, allo sciatore che ha ottenuto il punteggio complessivo più alto nelle gare di volo con gli sci del circuito della Coppa del Mondo di salto con gli sci. Al vincitore viene consegnata una coppa di cristallo uguale in tutto, fuorché nelle minori dimensioni, a quella che va al vincitore della classifica generale.

## Albo d'oro
| Stagione | Vincitore             | Nazione       |
| -------- | --------------------- | ------------- |
| 1991     | Stefan Zünd           | Svizzera      |
| 1992     | Werner Rathmayr       | Austria       |
| 1993     | Jaroslav Sakala       | Rep. Ceca     |
| 1994     | Jaroslav Sakala       | Rep. Ceca     |
| 1995     | Andreas Goldberger    | Austria       |
| 1996     | Andreas Goldberger    | Austria       |
| 1997     | Primož Peterka        | Slovenia      |
| 1998     | Sven Hannawald        | Germania      |
| 1999     | Martin Schmitt        | Germania      |
| 2000     | Sven Hannawald        | Germania      |
| 2001     | Martin Schmitt        | Germania      |
| 2002     | non assegnata         | non assegnata |
| 2003     | non assegnata         | non assegnata |
| 2004     | non assegnata         | non assegnata |
| 2005     | non assegnata         | non assegnata |
| 2006     | non assegnata         | non assegnata |
| 2007     | non assegnata         | non assegnata |
| 2008     | non assegnata         | non assegnata |
| 2009     | Gregor Schlierenzauer | Austria       |
| 2010     | Robert Kranjec        | Slovenia      |
| 2011     | Gregor Schlierenzauer | Austria       |
| 2012     | Robert Kranjec        | Slovenia      |
| 2013     | Gregor Schlierenzauer | Austria       |
| 2014     | Peter Prevc           | Slovenia      |
| 2015     | Peter Prevc           | Slovenia      |
| 2016     | Peter Prevc           | Slovenia      |
| 2017     | Stefan Kraft          | Austria       |
| 2018     | Andreas Stjernen      | Norvegia      |
| 2019     | Ryōyū Kobayashi       | Giappone      |
| 2020     | Stefan Kraft          | Austria       |
| 2021     | Karl Geiger           | Germania      |
| 2022     | Žiga Jelar            | Slovenia      |
| 2023     | Stefan Kraft          | Austria       |
| 2024     | Daniel Huber          | Austria       |
| 2025     | Domen Prevc           | Slovenia      |